# Luis Reyes Peñaranda
Luis Reyes Peñaranda (né à une date inconnue et mort à une date inconnue) était un joueur de football international bolivien, qui jouait au poste de défenseur.

## Biographie
Il joue sa carrière dans le club bolivien de l'Universitario La Paz, un des clubs de la capitale.
Il a aussi participé à la coupe du monde 1930 en Uruguay avec la Bolivie, appelé par l'entraîneur Ulises Saucedo.
Le pays ne passe pas le premier tour lors de la compétition, et perd deux fois 4-0 contre la Yougoslavie et le Brésil.